# Fredrik von Heijne
Fredrik von Heijne, född den 7 oktober 1730, död den 6 oktober 1793 på Simonstorp i Blentarps socken, Malmöhus län, var en svensk militär. Han var son till Georg von Heijne och måg till Bengt Gustaf Frölich.
von Heijne blev volontär vid Upplands regemente 1744, förare där 1747, förare vid Kronprinsens regemente samma år, sergeant där samma år, fänrik 1748 och löjtnant 1750. Han blev kapten vid prins Fredrik Adolfs regemente 1761, major i armén 1772, major vid regementet 1773 och överstelöjtnant 1774. von Heijne beviljades avsked med överstes namn, heder och värdighet 1782. Han blev riddare av Svärdsorden 1770.